# Toronto-Dominion Centre

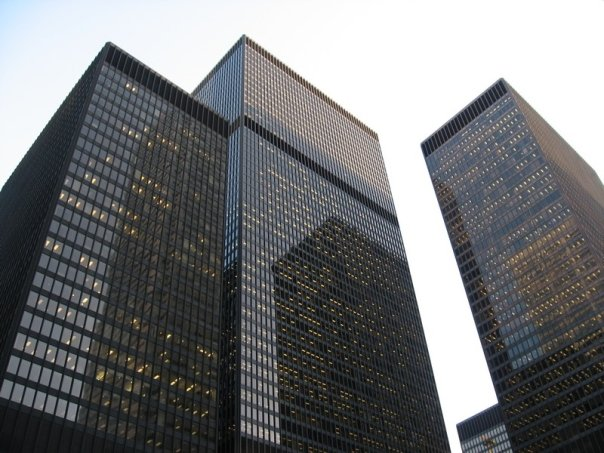
Toronto Dominion Centre (2006)

Toronto Dominion Centre – kompleks handlowo-kulturalny w kanadyjskim mieście Toronto, w Financial District. Składa się z 3 czarnych budynków, zaprojektowanych przez architekta Ludwiga Mies van der Rohe. 
Budynki tworzą odgrodzony od ulic dziedziniec, na którym Joe Fafard ustawił 6 odpoczywających krów z brązu. Pomiędzy budynkami stoi także wielkie krzesło. W południe odbywają się koncerty jazzowe.
W kompleksie znajduje się jedna z najważniejszych galerii sztuki Inuitów – Toronto Dominion Gallery of Inuit Art, a także centrala Toronto-Dominion Bank.